# Paksat 1R
O Paksat 1R é um satélite de comunicação geoestacionário paquistanês construído pela China Academy of Space Technology (CAST), ele está localizado na posição orbital de 38 graus de longitude leste e é operado pela Comissão de Pesquisa do Espaço e Atmosfera Superior (SUPARCO). O satélite foi baseado na plataforma DFH-4 Bus e sua expectativa de vida útil é de 15 anos.

## Lançamento
O satélite foi lançado com sucesso ao espaço no dia 11 de agosto de 2011 às 16:15 UTC, por meio de um veículo Longa Marcha 3B/G2 a partir do Centro Espacial de Xichang, na China. Ele tinha uma massa de lançamento de 5 000 kg.

## Capacidade e cobertura
O Paksat 1R é equipado com 18 transponders em banda Ku e 12 em banda C para fornecer serviços via satélite ao Paquistão, Afeganistão, Índia, Irã, partes do Oriente Médio, partes da África e da Europa.